# Lesná (kraj południowomorawski)
Lesná – gmina w Czechach, w powiecie Znojmo, w kraju południowomorawskim. Według danych z dnia 1 stycznia 2014 liczyła 270 mieszkańców.